# Grupa pułkownika Wacława Pażusia
Grupa pułkownika Wacława Pażusia  – związek taktyczny Wojska Polskiego z okresu wojny polsko-bolszewickiej.

## Struktura organizacyjna
Skład w lipcu 1920: 
- dowództwo grupy
- III Lubelski batalion etapowy
- VI Lwowski batalion etapowy
- 2/III Łódzkiego batalionu etapowego
- 3/III Łódzkiego batalionu etapowego
- I/54 pułku piechoty Strzelców Kresowych
- III/54 pułku piechoty Strzelców Kresowych
- 6 i 8/54 pułku piechoty Strzelców Kresowych
- 1 kompania batalionu obozu ćwiczebnego
- 2 kompania batalionu obozu ćwiczebnego
- 10,11 i 12 kompania 3/VI batalionu wartowniczego
- 5 i 6 bateria 12 pułku artylerii polowej
- improwizowany ukraiński pociąg pancerny